# 水沢利栄
水沢 利栄（みずさわ としひで、1959年 - ）は、日本の体育学研究者。福井大学教授。専門はスキー指導法の研究。

## 来歴・人物
1981年、埼玉大学教育学部卒業。1984年、筑波大学大学院体育学研究科修士課程修了。同年、福井大学助手、1987年福井大学専任講師を経て、1989年より福井大学教育地域科学部助教授。2013年、福井大学教育地域科学部教授。

## 著書・論文

### 著書

#### 単著
- 『スキーの指導―安全とマナー』、杏林書院、1991年

### 論文
- 「共通教育体育授業中の事故と対応事例」（『共通教育フォーラム』, 7-7, 2014年）
- 「スキーの対人衝突事故における調査方法 -アメリカの事故報告書作成システム」（『日本スポーツ法学会年報』 (18), 120-132, 2011年）
- 「スキー場における対人衝突事故の過失割合に関する研究」（『日本スポーツ法学会年報』 (15), 164-177, 2008年）
- 「自由研究発表 スキー場における対人衝突事故の過失割合に関する研究」（『日本スポーツ法学会年報』 (14), 111-124, 2007年）
- 「大学における安全・安心な学習・研究環境について想うこと」（『共通教育フォーラム』, 2-3, 2006年）
- 「スキー場における免責告知―パーク内の注意表示の検討」（『日本スキー学会誌』, 15/1, 141-152, 2005年）
- 「スキー・スノーボードのワンメイクにおける傷害の発生状況―2000年～2002年の全国37スキー場について」（『日本スキー学会誌』, 14/1, 83-93, 2004年）
- 「自由研究発表 スポーツイベントにおける参加受付時の安全対策の試み」（『日本スポーツ法学会年報』 (11), 68-75, 2004年）
- 「野外教育とリスクマネジメント」（『子どもと発育発達』 2(2), 100-102, 2004年）
- 「生き残るスノースポーツ環境」（共著）（『日本スキー学会誌』 12(1), 45-51, 2002年）
- 「大学体育におけるスキー・スノーボードのリスクマネジメント」（『大学体育』 28(3), 15-24, 2002年）
- 「スキー・スノーボードによる対人衝突の発生状況―2000年2月全国45スキー場傷害調査からの検討」（『日本スキー学会誌』, 11/1, 89, 2001年）
- 「大学体育におけるスキー授業のリスクマネジメント―同意書を用いた授業の試み」（『日本スポーツ法学会年報』, /7, 173, 2000年）
- 「スキー指導のリスクマネジメント―同意書を活用した大学スキー実習」（『日本スキー学会誌』, 10/1, 53-62, 2000年）
- 「スキーヤー・スノーボーダーの保険に関する意識調査」（『日本スポーツ法学会年報』, 6/, 163-170, 1999年）
- 「スキーヤー・スノーボーダーの硬膜下血腫による死亡事故を防ぐ対策事例」（『日本スキー学会誌』, 8/1, 191, 1998年）
- 「スキー・スノーボード事故のリスクマネジメント―頭部外傷に関する書類と参考情報」（『日本スキー学会誌』, 7/1, 183-192, 1997年）
- 「スキーとスノーボードの共存に関する研究 -スキーヤーとスノーボーダーに関するアンケート調査」（『日本スキー学会誌』 6(1), 118-126, 1996年）
- 「スキーヤ-の事故とPL法」（『デサントスポーツ科学』 (17), 62-76, 1996年）
- "A Case Study on the Responsibility for Skiers' Falling Accidents and Risk Management:-Documents concerning the Setting Value of the Ski Bindings-" , スポーツ産業学研究 6(1), 21-30, 1996
- 「スキー事故のリスクマネジメント - ビンディングの解放値の記録について」（『日本スキー学会誌』, 4/1, 123-134, 1994年）
- 「スキーヤーの対人衝突場面における過失割合に関する研究」（『日本スキー学会誌』, 3/1, 132-146, 1993年）
- 「スキーヤーの技術レベルの評価の一方法」（共著）（『テレビジョン学会誌』 45(4), 546-549, 1991年）
- 「スキーヤの動きの画像処理的解析」（共著）（『テレビジョン学会誌』 43(12), 1370-1374, 1989年）
- 「スキーヤーの対人衝突事故のパターンに関する研究」（『福井大学教育学部紀要』, 20/, 1988年）
- 「ストック・ワークとフォームの再現性との関係について」（共著）（『日本体育学会大会号』 (38A), 286, 1987年）
- 「スキー指導における急停止練習の取り扱いについて」（共著）（『日本体育学会大会号』 (37A), 416, 1986年）
- 「スキーヤーの対人衝突事故に関する注意義務について」（『福井大学教育学部紀要』, 18/, 1986年）
- 「スキー事故防止に関する条例について」（『福井大学教育学部紀要』 第6部 芸術・体育学 (17), p35-49, 1985年）